# James Blake (músico)
James Blake Litherland (Enfield, 26 de septiembre de 1988) es un cantante, compositor, multiinstrumentista y productor discográfico inglés. Recibió reconocimiento por primera vez por una serie de EP de 2010, incluidos CMYK y Klavierwerke, y lanzó su álbum debut homónimo en 2011, recibiendo elogios de la crítica. Su segundo álbum, Overgrown, fue lanzado en 2013, atrayendo la atención internacional, y luego recibió el Premio Mercury. En 2016, lanzó su tercer álbum The Colour in Anything y su cuarto álbum Assume Form en 2019, ambos recibieron críticas positivas y el último se convirtió en su álbum en la posición más alta en el Billboard 200 de Estados Unidos, en el número 21.
Durante su carrera, ha colaborado con artistas como Mount Kimbie y Bon Iver, y ha contribuido con trabajos de producción a artistas como Kendrick Lamar, Beyoncé, Vince Staples, Rosalía y Frank Ocean. Blake también ha lanzado trabajos de remix bajo el alias Harmonimix. Ha ganado un premio Mercury de dos nominaciones, un premio Grammy de seis nominaciones, incluido el de mejor artista nuevo en 2014; y tres nominaciones a los premios Brit.

## Primeros años
James Blake es hijo del músico James Litherland, y muestra un gran interés y aptitud musical a edad temprana. Desde pequeño recibe una educación y práctica musical al piano, terminando su educación primaria en el Grange Park Primary School en Winchmore Hill y la educación secundaria en The Latimer School en Edmonton. Más tarde asiste a la Goldsmiths, University of London, donde se licencia en Música Popular. Durante su etapa escolar, Blake y sus amigos organizaron una serie de noches musicales llamadas «Bass Society» en las que acogían a artistas del Reino Unido como Distance, Skream y Benga.

## Carrera

### 2009–2010: Primeros lanzamientos
Blake comenzó su carrera musical lanzando su disco debut de 12", titulado Air & Lack Thereof en el Reino Unido durante julio de 2009, mientras persistía en grabar canciones en su habitación. Habiendo sido lanzado en el sello discográfico Hemlock, el EP se convirtió en el favorito del DJ Gilles Peterson de BBC Radio 1. Poco después del lanzamiento del disco, Peterson invitó a Blake a hacer una mezcla especial en su programa internacional, incluida una pista exclusiva de Mount Kimbie. Como asignación de composición de segundo año para sus estudios en Goldsmiths, Blake presentó el EP Klavierwerke, que recibió altas calificaciones.

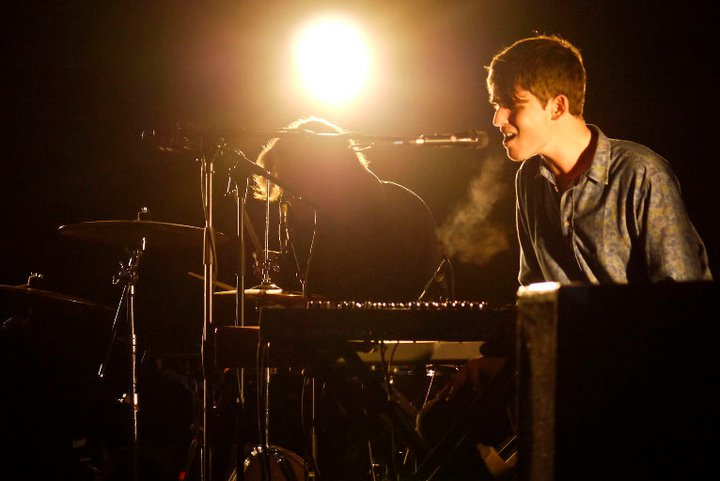
James Blake interpretando en el Festival de Glastonbury, junio de 2011

Un tercer EP, titulado CMYK, fue lanzado a través de R&S Records durante 2010. La canción principal, CMYK, fue seleccionada por el DJ Nick Grimshaw de BBC Radio 1 como su Grabación de la semana y también recibió airplay de otros DJs. El 29 de septiembre de 2010, Zane Lowe seleccionó la versión de Blake de Limit to Your Love como su «canción más hot en el mundo». La canción fue escrita y grabada originalmente por Feist y apareció en su álbum de estudio, The Reminder. El sencillo fue lanzado en el Reino Unido el 28 de noviembre de 2010. donde debutó en el UK Singles Chart en el número 47.

### 2011:James Blake(Álbum homónimo)
Blake fue nominado para el Sound of 2011 de la BBC, una encuesta anual que destaca a los posibles músicos exitosos del próximo año; finalmente ocupó el segundo lugar, por delante de otros actos preseleccionados; The Vaccines, Jamie Woon y Clare Maguire. También se reveló el 15 de diciembre de 2010 que Blake había sido subcampeón detrás de la cantautora Jessie J en el «Critic's Choice» de los Premios Brit. En enero de 2011, Blake recibió el premio Single of the Year (2010) por CMYK en los premios mundiales de Gilles Peterson. El trabajo de Blake se encontró en numerosas listas de lo mejor de fin de año de 2010, con CMYK ocupando el puesto 24 en las 40 mejores canciones del año de Frontier Psychiatrist, los EP de Bells Sketch/CMYK/Klavierwerke ocuparon el octavo lugar en los 50 mejores álbumes de Pitchfork de 2010, y I Only Know (What I Know Now) ocuparon el octavo lugar en las 100 mejores canciones de Pitchfork de 2010.
Blake reveló a fines de diciembre de 2010 que su álbum sería homónimo, y el 7 de febrero de 2011 se lanzó  James Blake, de 11 pistas. Solo unos días después de que se hiciera el anuncio original, el álbum se filtró en Internet. El 9 de enero de 2011, The Wilhelm Scream fue incluido como el segundo sencillo del álbum (Limit To Your Love también se incluyó en el álbum). En febrero de 2011, James Blake apareció por primera vez en la portada de la publicación The Fader, en su número 72. Blake debutó una colaboración con Bon Iver llamada Fall Creek Boys Choir en agosto de 2011 y durante el mes siguiente, la BBC lanzó una mezcla exclusiva de Blake, que incluía 10 de sus canciones inéditas. Estos incluyeron Deeds, Olivia Kept y Evening Fell Hard for Us. Durante las últimas semanas de 2012, James Blake realizó tres shows «íntimos» donde debutó con nuevas canciones.
Más tarde ese año, Blake lanzó los EP Enough Thunder y Love What Happened Here en 2011. Estos EP, notablemente más estructurados que sus lanzamientos anteriores, presentaban un trabajo teñido de R&B en oposición al estilo electrónico experimental que se encuentra en CMYK. 

### 2012–2013:Overgrown

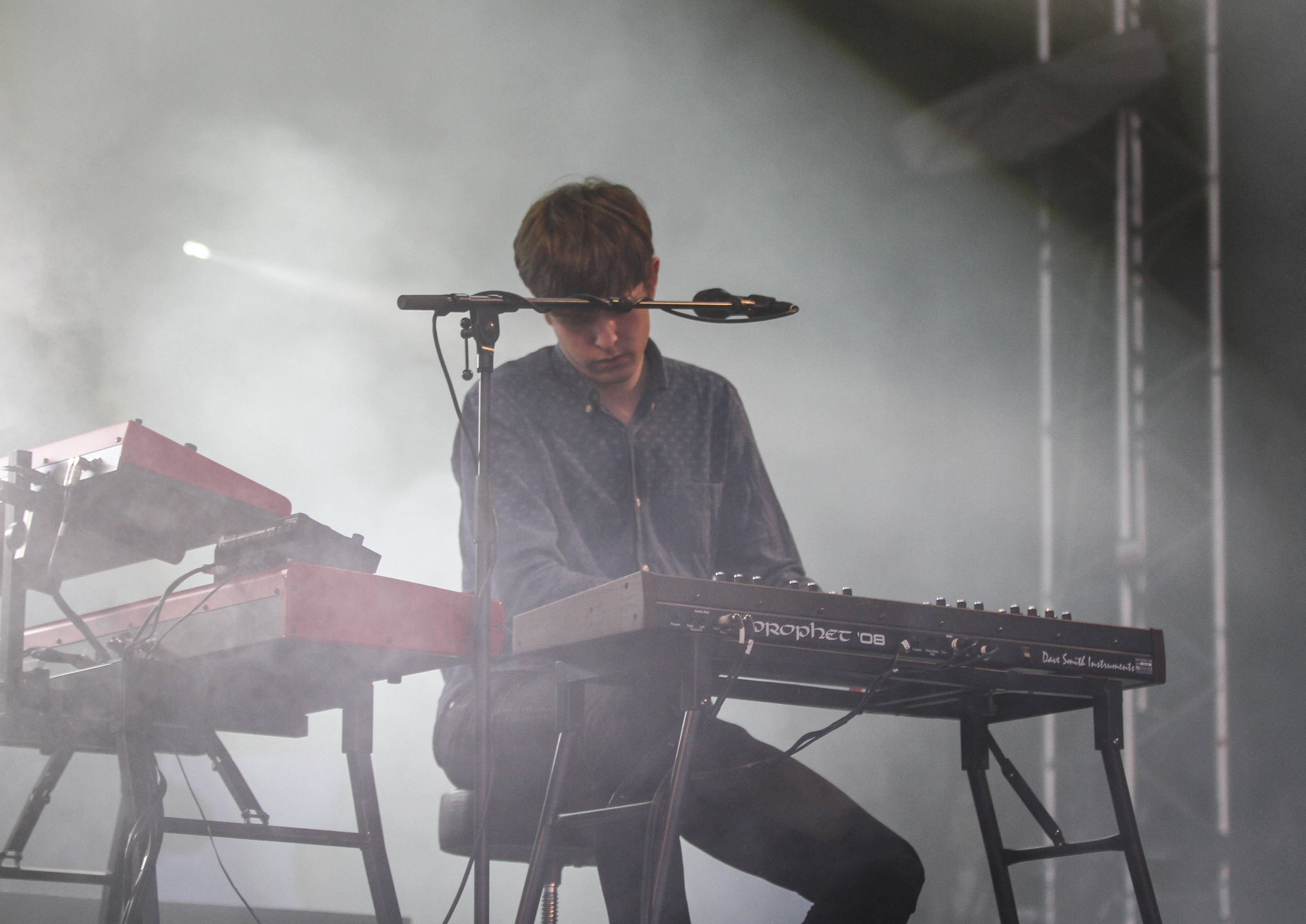
Blake interpretando en 2013

A principios de 2012, Blake pasó tiempo con el rapero estadounidense Kanye West (quien nombró a Blake como su artista favorito) y el cantante Justin Vernon. Ese mismo año, Blake anunció un nuevo lanzamiento colaborativo sin sencillo bajo el apodo de Harmonimix con el rapero británico Trim; el sencillo Confidence Boost/Saying fue lanzado el 24 de septiembre. También en 2012, James Blake y sus amigos (incluidos Foat, Nick Sigsworth y los músicos de gira Rob McAndrews y Ben Assiter) obtuvieron una residencia en el club Plastic People como el colectivo 1-800 Dinosaur, organizando una serie de noches de baile improvisadas. En el verano de 2013, el colectivo lanzó un sello del mismo nombre, en el que Blake y otros artistas lanzaron material.
Su segundo álbum, Overgrown, fue lanzado el 5 de abril de 2013. El primer sencillo del álbum, «Retrograde»,debutó el mismo día en la BBC Radio 1, y fue lanzado el 11 de febrero. El 25 de febrero, se reveló la lista de canciones y la carátula del álbum. Fue seleccionado como álbum del año de la revista Variance a partir de diciembre de 2013. El álbum cuenta con apariciones especiales del destacado productor de música electrónica Brian Eno y el rapero RZA de Wu-Tang Clan. El lanzamiento recibió elogios de la crítica y fue galardonado con el Premio Mercury 2013. Blake reveló a Hot Press que enamorarse había influido en el cálido sonido neo soul en el álbum, a diferencia del experimentalismo que se encuentra en su esfuerzo homónimo. Un remix con Chance The Rapper, de una canción de Overgrown, Life Round Her, fue lanzado el 11 de octubre junto con un video musical dirigido por Nabil Elderkin.

### 2014–2017:The Colour in Anything
En una entrevista con Spotify, Blake reveló que un día antes del lanzamiento del sencillo de Drake «0 to 100 / The Catch Up», recibió un correo electrónico preguntando si un ritmo de una de sus pistas más antiguas podría usarse en el sencillo; se negó y le pidió a la discográfica de Drake que retirara el sample. El editor de Blake más tarde se acercó a él y le preguntó sobre su decisión. Blake, a cambio, preguntó cuánto dinero había perdido al rechazar la oferta y, según los informes, escupió su bebida cuando se enteró.
En diciembre de 2014, durante su residencia en BBC Radio 1, Blake anunció que su tercer álbum de estudio se titularía Radio Silence y se lanzaría en la primera mitad de 2015. Más tarde confirmó que el álbum contaría con Bon Iver y Kanye West, así como con el trabajo de guitarra de Connan Mockasin. El artista recibió una nominación al Premio Grammy en 2014 como mejor artista nuevo.
El 11 de febrero de 2016, estrenó una nueva canción titulada Modern Soul durante su residencia en BBC Radio 1. El 14 de abril de 2016, Blake reveló durante un anuncio sorpresa en BBC Radio 1 que había terminado el álbum y que tenía 18 pistas de duración. Afirmó que incluía una pista de 20 minutos de duración. Más tarde en la emisión estrenó una nueva canción titulada Timeless, aunque no dijo si se incluiría en el álbum. En una entrevista de mayo de 2016 con BBC Radio 1, Blake declaró que comenzó a trabajar en el álbum en Inglaterra, y después de "quedarse sin vapor" fue a los Estados Unidos para completar la grabación en Shangri La Studios con el productor Rick Rubin.
Blake produjo y apareció en la canción Forward del álbum Lemonade de Beyoncé de 2016. También coescribió la canción de apertura del álbum, Pray You Catch Me. El 28 de abril, las publicaciones en las redes sociales de Blake y su sello, 1-800 Dinosaur, volvieron a publicar fotos de un mural del ilustrador de novelas infantiles Quentin Blake (conocido por su trabajo con el escritor Roald Dahl) que insinuaba el nuevo título del álbum The Colour in Anything; esto fue confirmado como el título de su nuevo álbum varios días después. El álbum fue lanzado el 6 de mayo de 2016.
James Blake colaboró con Jay-Z en su álbum 4:44, manejando la producción de dos de los tres bonus tracks del álbum y también apareció en el bonus track MaNyfaCedGod. También manejó la producción de la canción Element de Kendrick Lamar, ya que la versión original de la pista sonaba «un poco demasiado jazzística». El 2 de septiembre de 2016, Blake lanzó un remix de Timeless con Vince Staples que ya se había filtrado en Internet anteriormente. En diciembre de 2017, Blake lanzó una versión de la canción Vincent de Don McLean junto con un video de actuación filmado en el estudio.

### 2018–2020:Assume Form
El 11 de enero de 2018, Blake coescribió e interpretó junto a Jay Rock, Kendrick Lamar y Future en el sencillo King's Dead de los álbumes Redemption y Black Panther: The Album. La canción fue comercialmente exitosa, alcanzando el número 21 en los Estados Unidos y el número 50 en el Reino Unido. Blake también apareció en otra canción del álbum de la banda sonora de Black Panther, Bloody Waters, que Blake coescribió junto a Lamar, Mark Spears, Robin Braun y Ab-Soul.

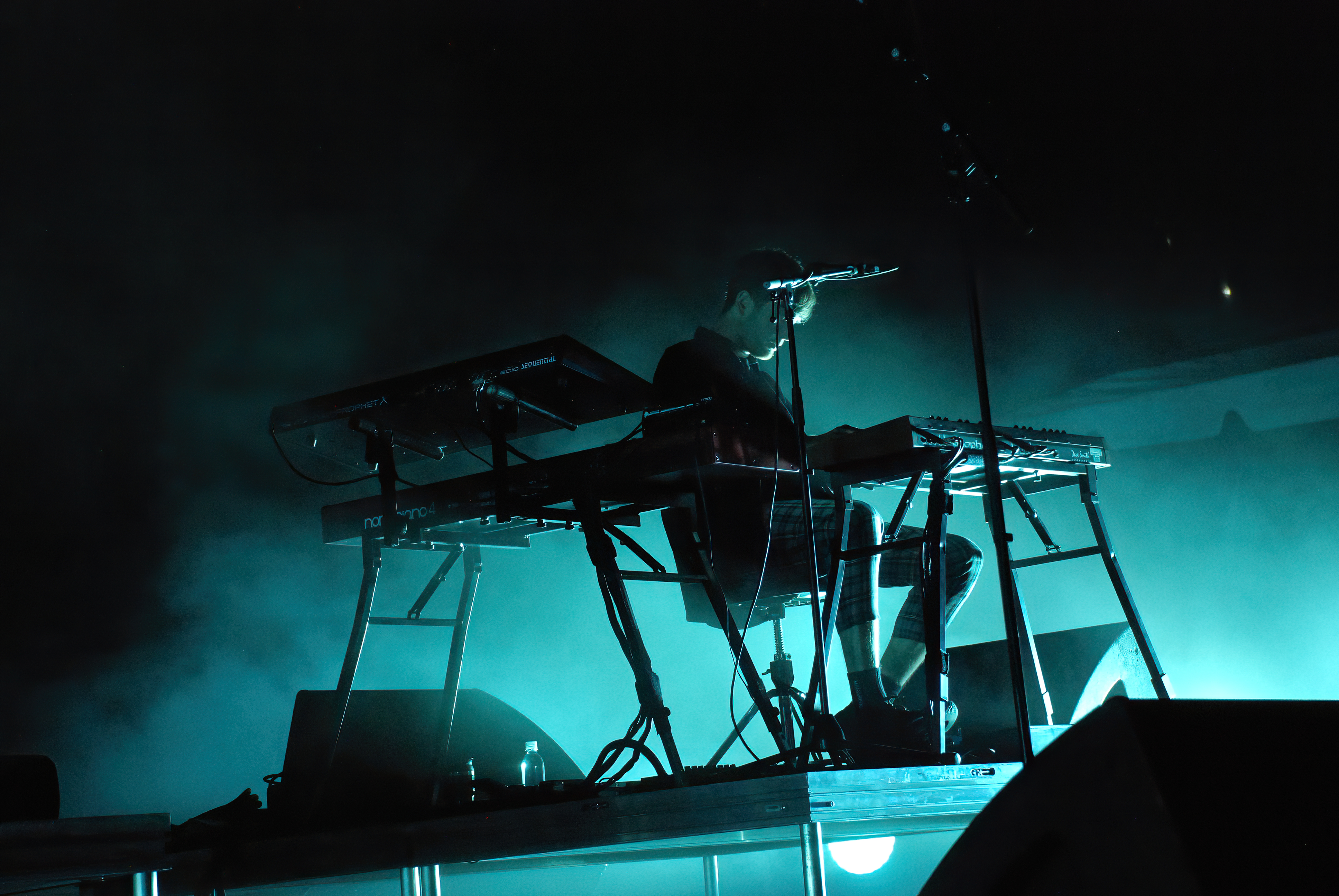
James Blake interpretando en el Hopscotch Music Festival de 2019

El 26 de enero de 2018, el artista lanzó un nuevo sencillo, If the Car Beside You Moves Ahead, junto con su video musical, que se estrenó en su residencia de BBC Radio 1. El segundo sencillo en solitario de ese año, Don't Miss It, fue publicado el 24 de mayo junto con un video lírico y fue lanzado al mes siguiente. A pesar de recibir elogios de los críticos de música, una crítica menos positiva de Kevin Lozano de Pitchfork describió la canción como «música de chico triste» provocó una respuesta de Blake, quien dijo: «No puedo evitar notar, como lo hago cada vez que hablo de mis sentimientos en una canción, que las palabras "sad boy" se usan para describirla. Siempre he encontrado que esa expresión es poco saludable y problemática cuando se usa para describir a los hombres que solo hablan abiertamente sobre sus sentimientos».
James Blake mezcló y trabajó en la producción adicional del noveno álbum del músico electrónico estadounidense Oneohtrix Point Never, titulado Age Of, que fue lanzado en junio de 2018. También coescribió y apareció en la canción Stop Trying to Be God del tercer álbum de estudio de Travis Scott, Astroworld, e hizo una aparición en el video musical de la canción.
En diciembre de 2018, Blake anunció que se embarcaría en una gira por América del Norte en febrero y marzo de 2019. Las personas que habían comprado boletos para la gira por América del Norte también recibieron una copia de su próximo álbum. Más tarde ese mes, Blake lanzó un teaser del nuevo material con André 3000 durante un espectáculo en Brooklyn, su segunda colaboración con el artista después de Look Ma No Hands, en la que Blake proporcionó la parte de piano, que fue lanzada a principios de ese año. A principios de enero de 2019, Amazon.fr filtró accidentalmente detalles del cuarto álbum de Blake, Assume Form, incluida su lista de canciones y una lista de características que incluyen colaboraciones con André 3000, Travis Scott y Metro Boomin. Poco después, aparecieron vallas publicitarias Led en Londres y Nueva York promocionando el álbum. La fecha de lanzamiento del álbum se confirmó más tarde el 18 de enero de 2019 debido a la publicidad en el Metro de Londres. El día anterior al lanzamiento del álbum, Blake lanzó las canciones Mile High con Travis Scott y Metro Boomin y Lullaby for My Insomniac, respectivamente. Tras el lanzamiento del álbum, las canciones Barefoot in the Park junto a la cantante española Rosalía y «Mulholland», la última de las cuales solo se incluye en la versión en vinilo de Assume Form, fueron lanzadas como sencillos el 4 y 26 de abril respectivamente, la primera acompañada de un video musical.
Blake lanzó varias canciones nuevas a lo largo de 2020, incluyendo You're Too Precious, así como el EP Before en octubre.

### 2021:Friends That Break Your Heart
Blake lanzó su quinto álbum, Friends That Break Your Heart, el 8 de octubre de 2021. El álbum de 12 pistas incluye colaboraciones de SZA, JID, Slowthai y Monica Martin.

## Vida personal
Blake estuvo anteriormente en una relación con la músico estadounidense Theresa Wayman de la banda de indie rock Warpaint. Desde 2015, Blake ha estado en una relación con la actriz británica Jameela Jamil.

## Estilo musical
Blake es barítono. Los primeros lanzamientos de Blake son obras electrónicas fragmentadas influenciadas por el dance y bass del Reino Unido (como 2-step y el dubstep descarnado de Burial y Digital Mystikz), así como el trip hop de los 90 y artistas estadounidenses de R&B como Stevie Wonder, Sly Stone y D'Angelo. En su aclamado trío de EP de 2010 (The Bells Sketch, CMYK y Klavierwerke), la propia voz de Blake se oscurece o procesa en favor de muestras vocales de R&B de los 90, frecuencias prominentes de subgraves y ritmos mínimos y nerviosos. Durante este período, el trabajo de Blake fue etiquetado por los periodistas como "post-dubstep", aludiendo a su movimiento más allá de las características del estilo. En el momento de su álbum debut de 2011, la voz y el piano de Blake se habían vuelto más prominentes, mientras que las estructuras de las canciones tradicionales se hicieron cada vez más evidentes, reflejando la influencia del gospel, el soul y la música ambiental. Su segundo álbum Overgrown (2013) continuó esta tendencia, integrando un enfoque electrónico con balada y la voz con inflexión soul de Blake, y con colaboraciones del artista de hip hop RZA y el músico electrónico Brian Eno.
Hablando de su desarrollo estilístico en 2013, el crítico Mark Fisher escribió que «escuchar los registros de Blake en secuencia cronológica es como escuchar a un fantasma asumir gradualmente la forma material; o es como escuchar la forma de la canción (re)coalescencia fuera del éter digital». La autora Madison Moore señaló el uso prominente del minimalismo, la escasez y el silencio en el trabajo de Blake, una cualidad también señalada por Eno en 2013: «saca muchas cosas y termina con piezas muy esqueléticas».

## Discografía
Álbumes de estudio
- James Blake (2011)
- Overgrown (2013)
- The Colour in Anything (2016)
- Assume Form (2019)
- Friends That Break Your Heart (2021)
- Playing robots into heaven (2023)

## Premios y nominaciones
El 19 de julio de 2011, Blake fue nominado para el Mercury Music Prize 2011 por su álbum debut homónimo; el premio fue ganado por PJ Harvey. Sin embargo, en 2013, fue nominado nuevamente por Overgrown, y posteriormente ganó el premio, el resultado se anunció el 30 de octubre. Los jueces en el evento describieron su álbum como «... música nocturna para la era digital. Un registro inventivo, conmovedor y poético de gran belleza».
| Año  | Organización                      | Trabajo nominado     | Premio                            | Resultado     |
| ---- | --------------------------------- | -------------------- | --------------------------------- | ------------- |
| 2011 | BBC Sound of 2011                 | James Blake          | Sound of 2011                     | Segundo lugar |
| 2011 | 2011 BRIT Awards                  | James Blake          | Premio de la crítica              | Nominado      |
| 2011 | 2011 Mercury Prize                | James Blake          | Mercury Prize                     | Nominado      |
| 2012 | Ivor Novello Awards               | "The Wilhelm Scream" | Mejor canción contemporánea       | Nominado      |
| 2012 | Premios Brit de 2012              | James Blake          | Mejor artista masculino británico | Nominado      |
| 2012 | 2012 MTV Video Music Awards Japan | "Limit to Your Love" | Mejor nuevo artista               | Pendiente     |
| 2012 | 2012 MTV Video Music Awards Japan | "Limit to Your Love" | Mejor vídeo dance                 | Pendiente     |
| 2013 | 2013 Mercury Prize                | Overgrown            | Mercury Prize                     | Ganador       |